# Gabriel Lorca
Gabriel Lorca   () és un personatge fictici de la sèrie Star Trek: Discovery interpretat per l'actor Jason Isaacs. És el capità de la USS Discovery i un brillant estrateg militar.
Abans del 2256 va ser assignat a la nau USS Buran, que va participar en la guerra amb els klingon. En una emboscada va ser abordada pels klingon i Lorca va decidir destruir la nau i matar tots els seus ocupants per evitar-los ser capturats i torturats.< El capità va ser l'únic supervivent de l'atac, del que va sortir amb ferides i una hipersensibilitat a la llum.
Poc després va ser assignat a la nau USS DIscovery per portar a terme els experiments i el desenvolupament del motor d'espores.